# Robert D. Webster
Robert D. Webster ( * 1950 - ) es un botánico australiano, y destacado agrostólogo. Desarrolla gran parte de su actividad científica en la "Unidad de Investigación Floral and Nursery Plants" del USDA.

## Algunas publicaciones
- 1983.  A revision of the genus Digitaria Haller (Paniceae: Poaceae) in Australia. Brunonia 6

### Libros
- Lazarides, M; RD Webster. 1984.  Yakirra (Paniceae: Poaceae), a new genus for Australia. Brunonia 7
- 1987.  The Australian Paniceae (Poaceae). Ed. Berlin : J. Cramer. iii + 322 pp. ISBN 3-443-50006-4
- Peterson, PM; RD Webster, J Valdes-Reyna. 1997. Genera of New World Eragrostideae (Poaceae: Chloridoideae). Ed. Washington D. C. : Smithsonian Institution Press. iv + 50 pp.

- La abreviatura «R.D.Webster» se emplea para indicar a Robert D. Webster como autoridad en la descripción y clasificación científica de los vegetales.[2]